# Vysutá (Kolnovice)
Vysutá (do roku 1949  Renertov, niem. Rennertsfeld, Rennedsfeld, Rennersfeld) – osada, część wsi Kolnovice wchodzącej w skład gminy Mikulovice, położona w kraju ołomunieckim, w powiecie Jesionik, w Czechach.
W 1959 roku wschodni fragment osady został przyłączony do Polski w wyniku korekty granicznej - dzięki temu granica została odsunięta na zachód od drogi Gierałcice - Głuchołazy.